# Ваду Оиј (Бузау)
Ваду Оиј (рум. Vadu Oii) насеље је у Румунији у округу Бузау у општини Гура Тегиј. Oпштина се налази на надморској висини од 594 m.

## Становништво
Према подацима из 2002. године у насељу је живело 69 становника, од којих су сви румунске националности.